# Fermanagh
Fermanagh (iriska: Fear Manach) är ett grevskap i Nordirland. Grevskapet gränsar mot Tyrone i Nordirland, samt Donegal, Leitrim, Monaghan och Cavan i republiken Irland. Det utgör den västligaste delen av Storbritannien och Nordirland.
I slutet på 1960-talet blev Fermanagh det första området i Nordirland där distrikts- och grevskapsfullmäktige slogs samman. Därför var förändringarna små när den gamla administrativa indelningen av Nordirland ersattes med ett enhetligt system av distrikt 1973. För administrativa ändamål ersattes grevskapet då av ett distrikt med samma namn, som förutom grevskapet Fermanagh även omfattade en liten del av grevskapet Tyrone. År 2015 blev distriktet en del av det nya distriktet Fermanagh and Omagh.
Fermanaghs geografi domineras av två insjöar: Övre Lough Erne samt Nedre Lough Erne. Den högsta punkten i Fermanagh är Cuilcagh på gränsen till Cavan. Cuilcagh har en högsta punkt på 665 meter över havet.
De viktigaste näringskällorna är lantbruk och turism. Området är ett populärt resemål, speciellt med en båttur på Lough Erne samt kanalen mellan sjöarna. Shannonfloden är också mäkta populär.
Den viktigaste staden är Enniskillen, andra städer är Irvinestown och Lisnaskea.